# Galatasaray Lisesi
A Galatasaray Lisesi (Galataszeráji Gimnázium) Törökország legrégebbi középiskolája, melyet Galata Sarayı Humayun Mektebi néven alapítottak a hagyomány szerint 1481-ben. A jelenlegi iskolát 1868-ban hozták létre Mektebi Sultani néven. Jelenlegi nevét első működési helyszínéről, a Galata palotáról kapta (Galata Sarayı). A francia kéttannyelvű iskola tanulói alapították a Galatasaray sportklubot . A GS gimnázium épülete az isztambuli İstiklal Caddesin (Függetlenség út) található, a Galata-torony felőli végén.

## Híres diákok
- Candan Erçetin, országos ismertségű popénekesnő; korábban a Galatasaray Lisesi zenetanára[7]
- I. Zogu, Albánia királya
- Tevfik Fikret, író
- Ahmet Haşim, író
- Nâzım Hikmet, író
- Okan Bayülgen, színész, showman
- Şevki Vanlı, építész
- Barış Manço, zenész
- Fikret Kızılok, zenész
- Rasim Öztekin, színész